# Tomas-Hansselet
Tomas-Hansselet är en sjö i Strömsunds kommun i Jämtland och ingår i Ångermanälvens huvudavrinningsområde. Sjön har en area på 0,589 kvadratkilometer och ligger 368,9 meter över havet. Sjön avvattnas av vattendraget Sjoutälven.

## Delavrinningsområde
Tomas-Hansselet ingår i det delavrinningsområde (715500-147666) som SMHI kallar för Utloppet av Tomas-Hansselet. Medelhöjden är 494 meter över havet och ytan är 13,2 kvadratkilometer. Räknas de 158 avrinningsområdena uppströms in blir den ackumulerade arean 745,36 kvadratkilometer. Sjoutälven som avvattnar avrinningsområdet har biflödesordning 3, vilket innebär att vattnet flödar genom totalt 3 vattendrag innan det når havet efter 251 kilometer. Avrinningsområdet består mestadels av skog (94 procent). Avrinningsområdet har 0,59 kvadratkilometer vattenytor vilket ger det en sjöprocent på 4,5 procent.